# 16439 Ямехосінокава
16439 Ямехосінокава (16439 Yamehoshinokawa) — астероїд головного поясу, відкритий 30 січня 1989 року.
Тіссеранів параметр щодо Юпітера — 3,354.
Названо на честь Ямехосінокави (яп. やめほしのかわ(八女星野川) ямехосінокава).